# 藤原式家摂津渡辺党遠藤氏富士門流北山派
渡辺遠藤氏（わたなべえんどうし）は、日本の氏族。元士族。藤原式家の支流を名乗っている摂津渡辺党遠藤氏の支流である。

## 概要
名の由来としては、藤原式家の一族が遠江国に移り、その子孫が遠江国と藤原式家より1字ずつ取って遠藤氏と名乗ったことにある。『遠藤系図』によれば、藤原忠文から忠文が平将門討伐の際に遠江国でもうけた子の藤原公時-藤原為方-藤原永厳-藤原為清と続き、為清の妹は渡辺綱のひ孫・渡辺伝に嫁ぎ渡辺昇・渡辺満・渡辺重を産んだとされる。しかし、為方の存在は史料から確認できず、永厳や為方などは11世紀末頃の人物であることから、系図には作為があると考えられる。また、為清は天永2年（1111年）に宮中で相撲をしているが、「藤井ノ為清、字遠藤、津ノ国渡辺ノ住人」とあることから、実際は藤井氏の出身であったと考えられる。
富士門流北山派は、日蓮宗富士門流(現日蓮正宗)と根拠地の地名にちなみ、遠藤氏の支流が名乗った。一族に著名な人物はおらず、記録が確認できる文献は現在ほぼ失われている。